# 帶蓋吐司條
帶蓋吐司條（英語：Pullman loaf，又稱三明治吐司，是一種用麵粉製作、在長條狀的帶蓋烤盤裡烘烤成的麵包。法語中將這類的麵包給稱為 （中文常將之翻譯為「龐多米麵包」），而一個比較少見的法語稱呼為（意即「英國麵包」）。
英語中的 Pullman 一名最初源自普爾曼公司。盡管一般認為普爾曼公司發明了用以烘培這類麵包的長條狀帶蓋烤盤，但事實上，早在這家鐵路車廂公司出現之前，方形的錫製烤盤就已經出現了，歐洲的麵包師傅自十八世紀早期開始，就已經使用烤盤以減少硬皮的產生；然而，喬治·普爾曼出於效率考量，為他的鐵路車廂選用了這種麵包，原本放只能兩條圓形麵包條的空間可以放三條帶蓋吐司，因此選用這種方形的麵包能最大化普爾曼公司車廂的狹小廚房空間的運用效率。

## 參照
1. ↑  Montagne, Prosper. Larousse Gastronomique. New York:Crown Publishers, 1961
2. ↑  Olver, Lynne. . The Food Timeline.   [2020-12-08]. （原始内容存档于2011-09-25）.
3. ↑  Smith, Andrew F. . Oxford University Press. 2007: 482. ISBN 978-0-19-530796-2.